# No Filter Tour
No Filter Tour es una gira musical de la banda británica The Rolling Stones en apoyo de su vigésimo tercer álbum de estudio Blue & Lonesome. El tour comenzó el 9 de septiembre de 2017 en Hamburgo y cerró su primera etapa dos años después en Miami, el 30 de agosto de 2019. Se reanudó el 26 de septiembre de 2021 y terminó definitivamente dos meses después.
La gira estaba programada para concluir en 2020, pero tuvo que ser pospuesta debido a la pandemia de Covid-19. Se anunció que la gira se reanudaría en septiembre de 2021. No obstante, debido a problemas médicos, Charlie Watts sería sustituido a la batería temporalmente por Steve Jordan, músico colaborador de Keith Richards, por lo que restaba de gira, siendo la primera vez en la historia del grupo que uno de sus miembros no participaría en directo. Debido a que Watts acabó falleciendo el 24 de agosto de 2021, el grupo decidió contar con Jordan para el resto de la gira.

## Trasfondo

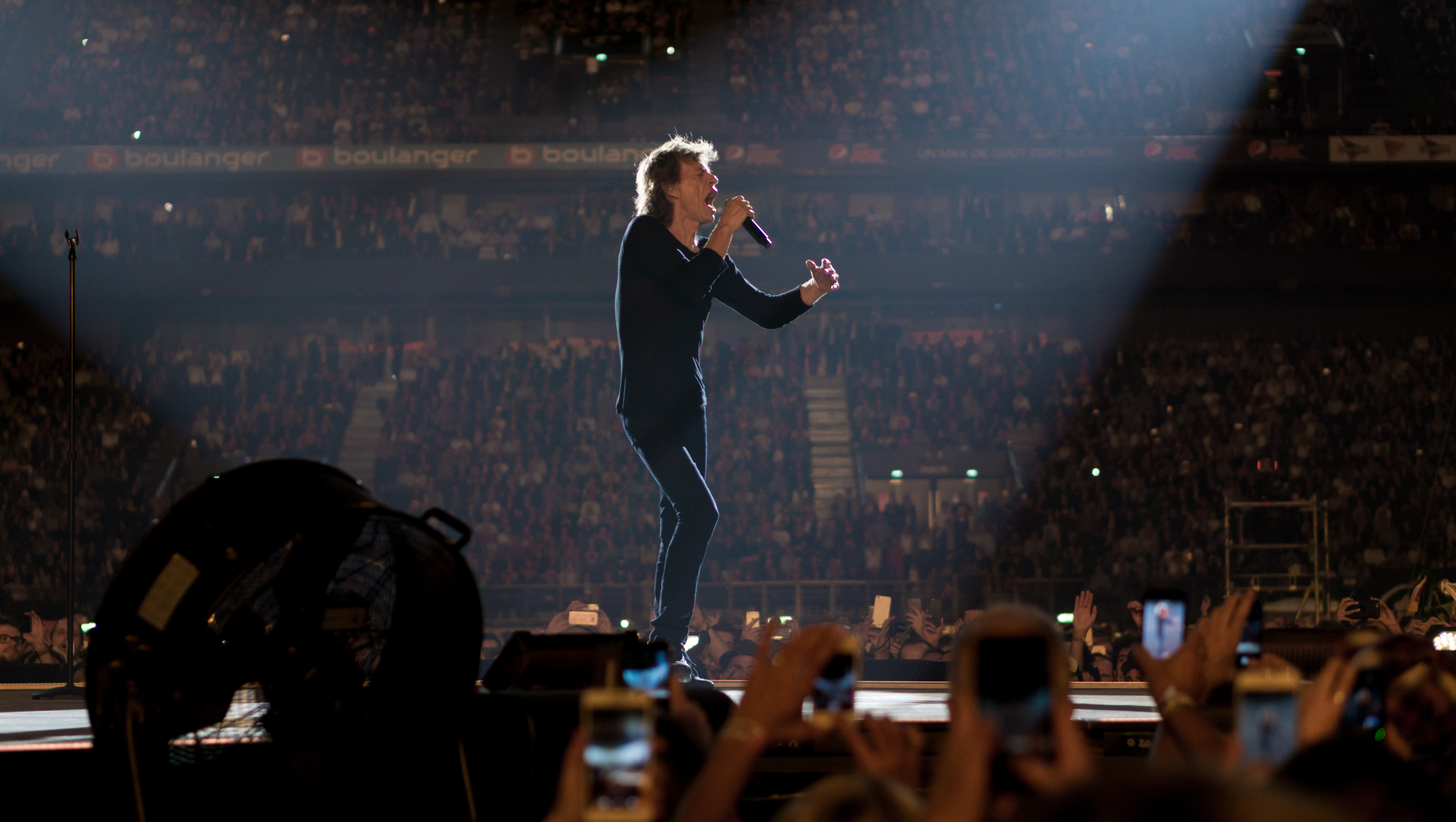
Mick Jagger durante el concierto del 19 de octubre de 2017 en la U Arena de París.

La gira fue anunciada el 9 de mayo de 2017, con catorce espectáculos en doce lugares diferentes en Europa para septiembre y octubre del mismo año.
La gira continuó en 2018 recorriendo gran parte del Reino Unido. Con una asistencia general de 1,506,259 fanáticos que recaudaron $ 237.8 millones, No Filter Tour se convirtió en una de las giras de conciertos más exitosa de 2017 y 2018. 
La etapa norteamericana se anunció oficialmente el 19 de noviembre de 2018 y se tienen programados 15 shows en 13 ciudades de Estados Unidos.
El 30 de marzo Mick Jagger, vocalista de la banda anunció que debido a problemas de salud se pospondrán las fechas programadas para Norteamérica. El 2 de abril de 2019, se reveló que Mick Jagger se sometería a una cirugía para reemplazar una válvula en su corazón. El procedimiento se llevaría a cabo el 5 de abril de 2019 en Nueva York. Se espera que Jagger se recupere por completo y regrese a las giras en el verano de 2019. Ese mismo día, también se anunció que (aunque se repondrán todos los conciertos) se había cancelado la presentación de la banda en el Festival de Jazz de Nueva Orleans, por lo que los organizadores buscaron un reemplazo.
El 4 de abril de 2019, se anunció que Jagger había tenido una operación exitosa en su corazón, estaba en excelente estado de salud y se encontraba guardando reposo para ser dado de alta en días siguientes.
El 15 de mayo, Mick Jagger publicó un video en redes sociales en el que se le veía bailando y saltando como antes de la operación. Al día siguiente se anunciaron las reprogramaciones para Estados Unidos y Canadá así como un show extra en Nueva Orleans.
Debido al mal estado del clima por la tormenta tropical Barry, la banda tuvo que trasladar el concierto en Nueva Orleans del domingo al lunes 15 de julio. 
El 30 de agosto de 2019, la gira terminó con un concierto celebrado en Miami, siendo el último show de una gira con Charlie Watts.

### Fallecimiento de Charlie Watts
La gira estaba programada para concluir en 2020, pero tuvo que ser pospuesta debido a la pandemia de Covid-19. Se anunció que se reanudaría en septiembre de 2021.
No obstante, a principios de agosto se anunció que, debido a problemas médicos, Charlie Watts sería sustituido a la batería por Steve Jordan, músico colaborador de Keith Richards, por lo que restaba de gira, siendo la primera vez en la historia del grupo que uno de sus miembros no participaría en directo.
Sin embargo, el 24 de agosto de 2021, la oficina de los Stones anunció el fallecimiento de Watts a los 80 años.
El 20 de septiembre de 2021, como antesala al reinicio de la gira, el grupo dio un concierto privado en el Gillette Stadium de Foxborough, Massachusetts, siendo la primera vez desde enero de 1963 que Charlie Watts no estaba con ellos en el escenario. Mick Jagger, acompañado por Keith Richards y Ronnie Wood al frente del escenario, pronunció un emotivo discurso como homenaje a su compañero recién fallecido. El primer concierto de esta nueva etapa de la gira fue el 26 de septiembre y se celebró en The Dome at America's Center, en San Luis (Misuri).

## La Banda
The Rolling Stones
| Mick Jagger (voz, guitarra, armónica) | Keith Richards (guitarra, voz) |
| Charlie Watts (batería)               | Ronnie Wood (guitarra)         |

Músicos adicionales
- Steve Jordan: batería (tras el fallecimiento de Charlie Watts)
- Darryl Jones: bajo, coros
- Sasha Allen: coros
- Karl Denson: saxo
- Tim Ries: saxo, teclados
- Chuck Leavell: teclados, coros, percusión
- Matt Clifford: teclados, corno francés, percusión
- Bernard Fowler: coros, percusión

## Lista de canciones
1. "Street Fighting Man"
2. "It's Only Rock 'n' Roll (But I Like It)"
3. "19th Nervous Breakdown"
4. "Tumbling Dice"
5. "Just Your Fool" o "Ride 'Em on Down"
6. "Get off of My Cloud", "Under My Thumb", "Bitch" o "Let's Spend the Night Together"
7. (canción a votación del público, generalmente "She's a Rainbow", "Dead Flowers" o "Ruby Tuesday")
8. "You Can't Always Get What You Want"
9. "Living in a Ghost Town"
10. "Start Me Up"
11. "Honky Tonk Women"
12. "Connection" (canta Keith Richards)
13. "Happy", "Slipping Away", "You Got The Silver" o "Before They Make Me Run" (canta Keith Richards)
14. "Miss You"
15. "Midnight Rambler"
16. "Paint it, Black"
17. "Sympathy for the Devil"
18. "Jumpin' Jack Flash"
19. Bis: "Gimme Shelter"
20. Bis: "(I Can't Get No) Satisfaction"

## Fechas
| Fecha                    | Ciudad           | País            | Recinto                       | Entradas Vendidas/Disponibles | Recaudación  |
| ------------------------ | ---------------- | --------------- | ----------------------------- | ----------------------------- | ------------ |
| Europa                   |                  |                 |                               |                               |              |
| 9 de septiembre de 2017  | Hamburgo         | Alemania        | Stadtpark Hamburg             | 81,193 / 81,193               | $11,954,300  |
| 12 de septiembre de 2017 | Múnich           | Alemania        | Olympic Stadium               | 72,637 / 72,637               | $11,792,289  |
| 16 de septiembre de 2017 | Spielberg        | Austria         | Red Bull Ring                 | 95,004 / 95,004               | $11,202,349  |
| 20 de septiembre de 2017 | Zúrich           | Suiza           | Letzigrund Stadium            | 48,963 / 48,963               | $10,304,275  |
| 23 de septiembre de 2017 | Lucca            | Italia          | Mura Storiche                 | 55,604 / 55,604               | $7,618,277   |
| 27 de septiembre de 2017 | Barcelona        | España          | Estadio Olímpico de Barcelona | 58,622 / 58,622               | $8,769,703   |
| 30 de septiembre de 2017 | Ámsterdam        | Países Bajos    | Amsterdam Arena               | 54,791 / 54,791               | $8,762,079   |
| 3 de octubre de 2017     | Copenhague       | Dinamarca       | Parken Stadium                | 47,002 / 47,002               | $8,510,736   |
| 9 de octubre de 2017     | Dusseldorf       | Alemania        | Esprit Arena                  | 43,295 / 43,295               | $8,487,199   |
| 12 de octubre de 2017    | Estocolmo        | Suecia          | Friends Arena                 | 53,770 / 53,770               | $7,880,697   |
| 15 de octubre de 2017    | Arnhem           | Países Bajos    | GelreDome                     | 35,338 / 35,338               | $6,146,461   |
| 19 de octubre de 2017    | París            | Francia         | U Arena                       | 109,126 / 109,126             | $18,529,324  |
| 22 de octubre de 2017    | París            | Francia         | U Arena                       | 109,126 / 109,126             | $18,529,324  |
| 25 de octubre de 2017    | París            | Francia         | U Arena                       | 109,126 / 109,126             | $18,529,324  |
| 17 de mayo de 2018       | Dublín           | Irlanda         | Croke Park                    | 64,823 / 64,823               | $8,771,102   |
| 22 de mayo de 2018       | Londres          | Reino Unido     | Estadio Olímpico de Londres   | 137,475 / 137,475             | $20,496,695  |
| 25 de mayo de 2018       | Londres          | Reino Unido     | Estadio Olímpico de Londres   | 137,475 / 137,475             | $20,496,695  |
| 29 de mayo de 2018       | Southampton      | Reino Unido     | St. Mary's Stadium            | 26,582 / 26,582               | $3,676,860   |
| 2 de junio de 2018       | Coventry         | Reino Unido     | Ricoh Arena                   | 31,599 / 31,599               | $4,120,042   |
| 5 de junio de 2018       | Mánchester       | Reino Unido     | Old Trafford                  | 46,898 / 46,898               | $7,321,969   |
| 9 de junio de 2018       | Edimburgo        | Reino Unido     | Estadio Murrayfield           | 54,221 / 54,221               | $8,187,100   |
| 15 de junio de 2018      | Cardiff          | Reino Unido     | Millennium Stadium            | 48,716 / 48,716               | $6,635,778   |
| 19 de junio de 2018      | Londres          | Reino Unido     | Twickenham Stadium            | 55,000 / 55,000               | $11,105,252  |
| 22 de junio de 2018      | Berlín           | Alemania        | Estadio Olímpico de Berlín    | 67,295 / 67,295               | $12,113,470  |
| 26 de junio de 2018      | Marsella         | Francia         | Stade Vélodrome               | 57,409 / 57,409               | $9,591,041   |
| 30 de junio de 2018      | Stuttgart        | Alemania        | Mercedes-Benz Arena           | 43,291 / 43,291               | $8,785,685   |
| 4 de julio de 2018       | Praga            | República Checa | Letňany Airport               | 65,250 / 65,250               | $8,674,940   |
| 8 de julio de 2018       | Varsovia         | Polonia         | Estadio Nacional de Varsovia  | 52,355 / 52,355               | $8,364,676   |
| Norteamérica             |                  |                 |                               |                               |              |
| 21 de junio de 2019      | Chicago          | Estados Unidos  | Soldier Field                 | 98,228 / 98,228               | $21,741,564  |
| 25 de junio de 2019      | Chicago          | Estados Unidos  | Soldier Field                 | 98,228 / 98,228               | $21,741,564  |
| 29 de junio de 2019      | Ontario          | Canadá          | Burl's Creek Event Grounds    | -                             | -            |
| 3 de julio de 2019       | Washington D. C. | Estados Unidos  | FedExField                    | 39,082 / 39,082               | $9,257,202   |
| 7 de julio de 2019       | Foxborough       | Estados Unidos  | Gillette Stadium              | 49,669 / 49,669               | $11,675,732  |
| 15 de julio de 2019      | Nueva Orleans    | Estados Unidos  | Mercedes-Benz Superdome       | 35,023 / 35,023               | $7,163,692   |
| 19 de julio de 2019      | Jacksonville     | Estados Unidos  | TIAA Bank Field               | 50,358 / 50,358               | $10,198,392  |
| 23 de julio de 2019      | Filadelfia       | Estados Unidos  | Lincoln Financial Field       | 51,115 / 51,115               | $11,741,373  |
| 27 de julio de 2019      | Houston          | Estados Unidos  | NRG Stadium                   | 45,958 / 45,958               | $11,068,397  |
| 1 de agosto de 2019      | East Rutherford  | Estados Unidos  | MetLife Stadium               | 104,964 / 104,964             | $25,510,438  |
| 5 de agosto de 2019      | East Rutherford  | Estados Unidos  | MetLife Stadium               | 104,964 / 104,964             | $25,510,438  |
| 10 de agosto de 2019     | Denver           | Estados Unidos  | Broncos Stadium               | 58,846 / 58,846               | $13,494,183  |
| 14 de agosto de 2019     | Seattle          | Estados Unidos  | CenturyLink Field             | 53,363 / 53,363               | $11,835,818  |
| 18 de agosto de 2019     | Santa Clara      | Estados Unidos  | Levi's Stadium                | 47,578 / 47,578               | $11,496,719  |
| 22 de agosto de 2019     | Pasadena         | Estados Unidos  | Rose Bowl                     | 56,974 / 56,974               | $13,113,319  |
| 26 de agosto de 2019     | Glendale         | Estados Unidos  | State Farm Stadium            | 52,726 / 52,726               | $9,747,170   |
| 30 de agosto de 2019     | Miami            | Estados Unidos  | Hard Rock Stadium             | 40,768 / 40,768               | $9,762,771   |
| Total                    | Total            | Total           | Total                         | 2,290,871 / 2,290,871 (100%)  | $415,609,064 |